# جوناثان كيلي (زمار)
جوناثان كيلي (بالإنجليزية: Jonathan Kelly)‏ هو زمّار بريطاني، ولد في 1969 في بيترسفيلد ‏ في المملكة المتحدة.

## وصلات خارجية
- جوناثان كيلي على موقع ميوزك برينز (الإنجليزية)
- جوناثان كيلي على موقع أول ميوزيك (الإنجليزية)
- جوناثان كيلي على موقع ديسكوغز (الإنجليزية)